# Frosýni
Frosýni är en ort i Grekland.   Den ligger i prefekturen Thesprotia och regionen Epirus, i den västra delen av landet, 300 km nordväst om huvudstaden Aten. Frosýni ligger 741 meter över havet och antalet invånare är 183.
Terrängen runt Frosýni är bergig västerut, men österut är den kuperad. Runt Frosýni är det mycket glesbefolkat, med 7 invånare per kvadratkilometer. Närmaste större samhälle är Paramythiá, 7,7 km väster om Frosýni. I omgivningarna runt Frosýni växer i huvudsak blandskog.